# Pipistrellus angulatus
Pipistrellus angulatus (Peters, 1880) è un pipistrello della famiglia dei Vespertilionidi diffuso nell'Ecozona australasiana.

## Descrizione

### Dimensioni
Pipistrello di piccole dimensioni, con la lunghezza della testa e del corpo tra 33,4 e 48 mm, la lunghezza dell'avambraccio tra 31,1 e 37,4 mm, la lunghezza della coda tra 27 e 41 mm, la lunghezza del piede tra 5,3 e 10 mm, la lunghezza delle orecchie tra 9,8 e 15,5 mm e un peso fino a 4,3 g.

### Aspetto
Le parti dorsali sono marroni, mentre le parti ventrali sono bruno cannella. La base dei peli è ovunque nerastra. Il muso è bruno-grigiastro, largo, con due nasse ghiandolari sui lati. Gli occhi sono piccoli. Le orecchie sono bruno-grigiastre, triangolari, ben separate tra loro, con il bordo posteriore marcatamente concavo e l'estremità arrotondata. Il trago è sottile, con l'estremità arrotondata, il bordo anteriore leggermente concavo, quello posteriore convesso e con un piccolo lobo alla base, mentre l'antitrago è moderatamente elevato, semi-circolare e sottile. Le ali sono attaccate posteriormente alla base del quinto dito del piede. La coda è lunga ed inclusa completamente nell'ampio uropatagio, il quale è leggermente ricoperto di peli. Il calcar è lungo e provvisto di un lobo terminale allungato.

## Biologia

### Comportamento
Si rifugia all'interno di grotte, edifici e in boschi di bambù. Forma vivai fino a 200 tra femmine e loro piccoli. L'attività predatoria inizia solitamente al tramonto. Il volo è lento ed erratico.

### Alimentazione
Si nutre di insetti volanti.

## Distribuzione e habitat
Questa specie è diffusa in Nuova Guinea e alcune isole vicine, nell'Arcipelago di Bismarck e nelle Isole Salomone
Vive nelle foreste primarie e secondarie.

## Tassonomia
Sono state riconosciute 2 sottospecie:
- P.a.angulatus (Peters, 1880): Nuova Guinea, Nuova Britannia, Isola del Duca di York, Mioko, Manus, Isola Fergusson, Goodenough, Misima, Normanby, Sudest, Emirau, Nuova Irlanda, Biak-Supiori;
- P.a.ponceleti (Troughton, 1936): Bougainville, Fauro, Guadalcanal, Nendo, Nuova Georgia, Ysabel.

## Conservazione
La IUCN Red List, considerato il vasto areale, la tolleranza alle modifiche ambientali e la popolazione presumibilmente numerosa, classifica P.angulatus come specie a rischio minimo (Least Concern)).